# Coleman Hell
Coleman Richard Hell (Thunder Bay, 25 aprile 1989) è un cantante canadese.

## Biografia
È salito alla ribalta con la hit 2 Heads, arrivata 15ª nella Canadian Hot 100 e certicata quintuplo platino dalla Music Canada; il brano ha trainato l'uscita del primo album in studio, classificatosi 23º nella Canadian Albums. Anche i brani Fireproof e Devotion hanno riscosso popolarità, facendo un'apparizione rispettivamente in 30º e 94ª posizione della hit parade canadese.
Coleman Hell ha pubblicato i dischi Topanga e Joyride! tra il 2021 e il 2024.

## Discografia

### Album in studio
- 2016 – Summerland
- 2021 – Topanga
- 2024 – Joyride!

### EP
- 2014 – Vena
- 2015 – Coleman Hell

### Singoli
- 2015 – 2 Heads
- 2016 – Fireproof
- 2016 – Flowerchild
- 2016 – Fireproof
- 2017 – Devotion
- 2018 – Love Is Blind
- 2020 – Show 'Em
- 2020 – Come Over
- 2021 – Hurt (con La+ch)
- 2022 – Dancing Around It
- 2022 – Man I Used To Be
- 2022 – Bet!
- 2022 – Save Yourself
- 2022 – Better Days (con Jocelyn Alice)
- 2023 – Good Mood
- 2023 – Motorcycle (con La+ch)
- 2023 – Home (con La+ch)
- 2024 – High Off U (con La+ch)
- 2024 – Joyride (con La+ch)
- 2024 – Somebody Loving You (con La+ch)